# Château du Banchet
Pour les articles homonymes, voir Château de Châteauneuf.
Le château du Banchet ou château de la Magdeleine est un ancien château fort, reconstruit en partie au XVe siècle et restauré au XIXe siècle, centre de la seigneurie du Banchet, qui se dresse sur la commune de Châteauneuf dans le département de Saône-et-Loire, en région Bourgogne-Franche-Comté.
Le château, les façades et toitures des dépendances et des bâtiments annexes, le portail néo-gothique du côté de l'église, la serre, la motte féodale (y compris la glacière), la tour isolée et le parc, font l’objet d’une inscription au titre des monuments historiques par arrêté du 28 mai 2001.

## Situation
Le château du Banchet est située dans le département français de Saône-et-Loire sur la commune de Châteauneuf, sur le flanc d'un promontoire dominant la vallée du Sornin.

## Histoire

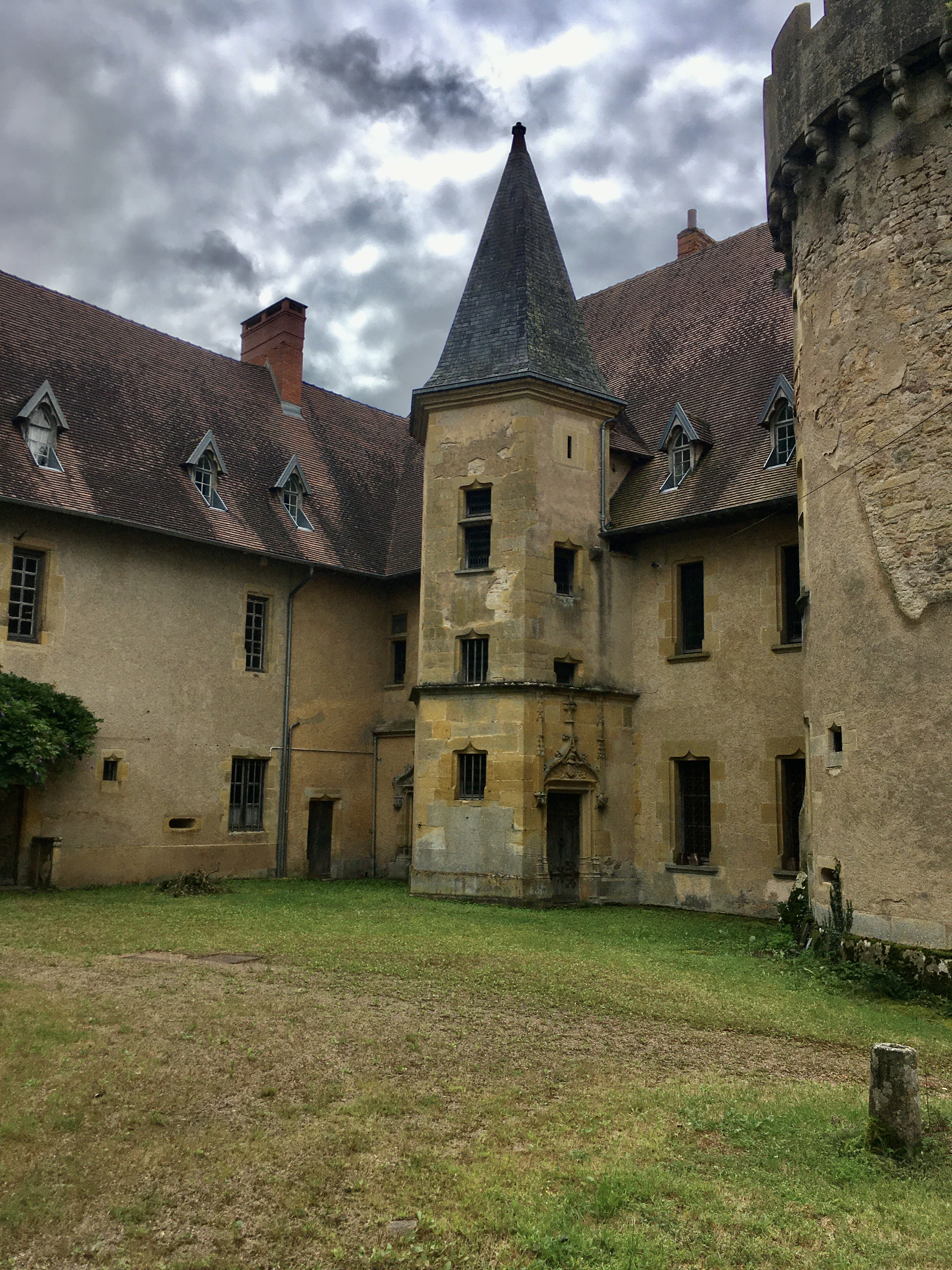
Le château du Banchet.

La construction initiale date vraisemblablement de l'époque carolingienne. À la fin du Xe siècle, le fief appartient aux Le Blanc ; famille sans doute issue de celle, du même nom, de Semur-en-Brionnais. Au XIIIe siècle, il est rattaché au domaine royal et devient le chef-lieu d'une châtellenie. Le château est donné successivement au comte Amédée IV de Savoie, à Pierre IV de Savoie, archevêque de Lyon, puis aux sires de Beaujeu.
En 1369, le château revient définitivement à la couronne et est confié à un châtelain. En 1420, il est mis à mal par les Armagnacs et définitivement détruit par les Écorcheurs en 1445.
En 1519, il est engagé à Girard de la Madeleine, qui possède la petite seigneurie voisine du Banchet et dont les ancêtres, les Perrières, ont exercé les fonctions de châtelains ; il s'emploie à rebâtir leur logis, en y répandant ses armoiries, puis la propriété passe aux La Madeleine.
En 1642, Anne de La Madeleine épouse François de Bonne de Créquy, duc de Lesdiguières. En 1748, Étienne de Drée, qui acquiert le château, fait de grands travaux et y découvre un trésor de vaisselle d'argent et de monnaie d'or. Après les Drée, le château, à partir de 1848, change plusieurs fois de propriétaire.
En 1863, il est la propriété d'un avocat de Lyon, qui restaure la façade. En 1872, il est acquis par André-Paul Gensoul. Il est, en 1896, profondément rénové par l'architecte Rotival.

## Description
Du château primitif, il ne reste que des amas de pierre envahis de broussailles ou quelques éléments de murailles ou de tours enserrés dans des maisons.
Le château dit « du Banchet », sur le flanc nord de l'ancienne enceinte, comporte deux bâtiments en équerre. Le corps de logis principal est flanqué de deux tours circulaires, d'une grosse tour carrée et d'une tourelle d'escalier à quatre pans. Il domine un petit étang, vestige d'un étang beaucoup plus vaste.

## Notes et références

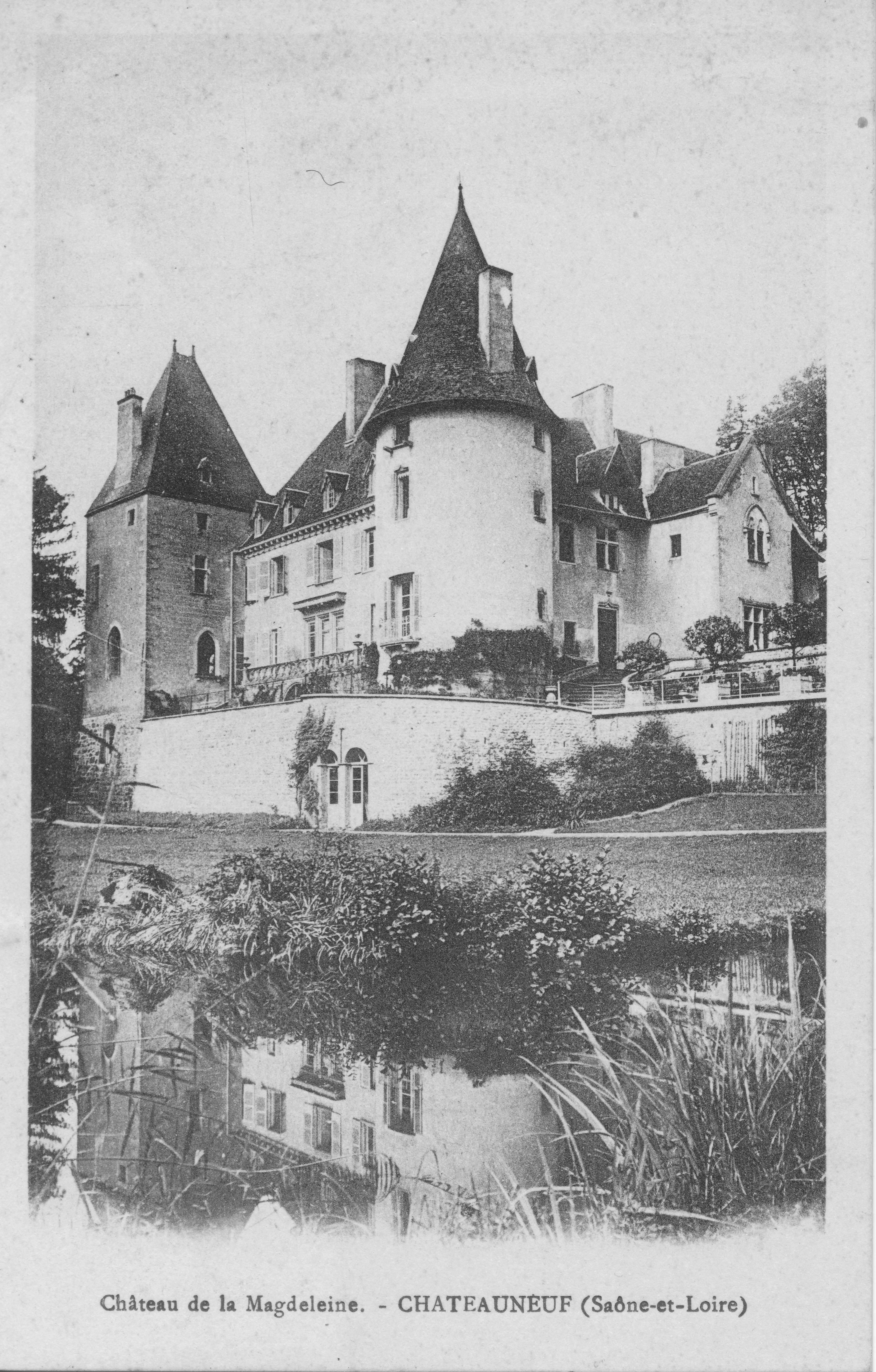
Carte postale, Château de la Magdeleine, avant 1935